# Alfabet świateł
Alfabet świateł – singel polskiej piosenkarki Cleo z jej trzeciego albumu studyjnego, zatytułowanego superNOVA. Singel został wydany 6 marca 2020.

## Geneza utworu i historia wydania
Piosenka została napisana i skomponowana przez Joannę Klepko i Witolda Czamarę.
Singel ukazał się w formacie digital download 6 marca 2020 w Polsce za pośrednictwem wytwórni płytowej Universal Music Polska. Kompozycja została umieszczona na trzecim albumie studyjnym Cleo – superNOVA.
Do utworu powstał teledysk, który udostępniono w dniu premiery singla za pośrednictwem serwisu YouTube.

## Pozycje na listach airplay
| Kraj   | Lista             | Najwyższa pozycja |
| ------ | ----------------- | ----------------- |
| Polska | OLiA              | 5                 |
| Polska | AirPlay – Nowości | 3                 |

## Certyfikaty
| Kraj          | Certyfikat  |
| ------------- | ----------- |
| Polska (ZPAV) | złota płyta |